# 安條克的依納爵
安提約基的聖依納爵（英語：Saint Ignatius of Antioch），也稱作「懷主」（Theophorus），67年—110年），為後使徒時代的基督徒領袖之一，第三位安条克牧首（前兩位分別是聖伯多祿與埃伏第烏斯）。他是第一位稱基督教會為“大公教會”（或普世教會；英語：Catholic Church），相傳曾接受宗徒圣若望直接的教導，最终被罗马帝国皇帝投入野獸的籠中而殉道，死前深感能為主殉道為榮。他在在被押往羅馬殉教途中寫了七封書信給小亞細亞和羅馬的教會，四封寫於士每拿，三封寫於特羅亞。透過這七封信，我們可以看見當時教會的情形，是現今認識公元2世紀初基督教會的著名重要資料。
他極力主張主教制度，因為這樣能避免教會分裂，基於當時諾斯底主義與猶太化兩種思想興起於教會中間。他自己是安提約基教會的主教監督，他也呼籲以弗所、馬內夏、他拉勒、羅馬、非拉鐵非、士每拿教會信眾應團結在主教的帶領以確保教會團結。透過團結合一在主教帶領之下，防止教會免於異端的滲透。他曾在士每拿書信中寫到「要免除分裂，因分裂是萬惡之源。你們都要順服監督（主教）正如耶穌基督順服天主，正如長老順服宗徒，又要尊敬執事。」
依納爵也寫信給以弗所的基督徒說：「你們按照你們主教的意思行事是合宜的，而你們也照做了。你們這位聲譽卓著、合資格服事天主的司鐸群體，與主教的協作猶如豎琴上的琴弦，相得益彰。因此，在彼此和諧與協調的愛中，你們彷彿唱出了耶穌基督的旋律。一個接一個，你們匯聚成一個和聲樂團，在愛的和諧中，共同奏響讚美天主的歌曲，同心向天父歌唱⋯⋯」。

## 生平
依納爵與坡旅甲同為聖若望的門徒，為圖拉真在位時期最有權威的宗徒教父，担任敘利亞安提阿教會的主教有40年之久。他的個性與對於信仰有極高的熱誠，並且具有使徒的品格。因此具有極高的聲譽 。。他的言論和主張，主要為對於感恩禮（聖體聖事）、浸禮及教會組織都有清楚的主張，對後世有極大的影響。
在107年這位基督的精兵因基督徒的罪名，被帶到他雅努前在解押他到羅馬城路上，既使用十多個兵丁跟著他，經過了小亞細亞，受盡折磨，但是他在路上，仍然惦記著他的朋友和幾個教會，並寫信給他們。每到一個地方，各教會都待他很好。可見他對於各教會合一的注重及他個人的評價 。。
在110－117年（也有人稱107年，或110年）時被帶到當時的皇帝圖拉真。。他在圖拉真面前，當面指責皇帝所信的是魔鬼。並稱自己為胸中有基督的人，更是對基督清楚的詮釋「其實只有一位創造天地海和其中萬物的神，只有一位耶穌基督，祂是天主的獨生子，祂的國是我所熱切渴望的」。「指的就是在十字架上，擔當我們的罪，並且使凡接待祂在心中者，都能把撒但的欺騙和惡意踐踏在脚下的那一位」。最後他激怒了圖拉真，被扔給飢餓兇猛野獸吃。那些獅子老虎瞬間就將他撕裂吞吃。

## 哲學與思想
雖然依納爵自認為自己靈性的理解與若望宗徒（使徒約翰）有相當的差距，但他擁有聖神所賜的“先知” 之恩，因此在書信中常有先知之言。在押解途中，到了坡旅甲那裡。依納爵將一些的屬靈的恩賜分賜給坡旅甲，並請坡旅甲為他禱告，希望「使即將離世的他，能顯現在基督的面前」，因此在亞細亞地區各地的主教、長老、執事都來見他，希望能聽依納爵的教訓及禱告，並希望他能分賜屬靈恩賜。他主張教會合一，也主張教會團體應由主教負責主持與帶領，以防止教會的分裂，並確保信仰的正统 。依納爵自己是安提約基的主教，深刻體認到分裂乃是萬惡之根，所以要「順服監督，正如耶穌順服天主一樣」。可以說是後代教會主教制的雛型。雖然當時還沒有所謂宗徒傳承（使徒统緒），但依納爵在維護信仰的純正上相當注重。
在書信中，依納爵是史上第一位指出教會中是神聖而大公教會（或普世教會）。依納爵稱「基督在那裡，天主的教會也在那裡」。在整個教會中，不論是天主教、新教或者東正教，這句話都非常重要。但各教會中亦有不同詮釋 。
在感恩禮（聖體聖事）的主張中，基本上，他認為「是長生不死的藥，叫我們領受了可得不死，而且永遠活者」，並且認為可以藉此禮儀團結教會，並且可以令大家重視耶穌的道成肉身。
浸禮在110至117年時，依納爵主張「除主教以外，別人的施浸或舉行的愛筵，都是不合法的」，主要是為了教會的合一為出發點。
基督論，在依納爵的書信中，已有很深的表達，對基督的捨己犧牲不啻是流「天主的血」。他向羅馬教會問安時，他已經用奉「我們的天主耶穌基督」、「按著肉體說，他真是屬乎達味的後裔；但就屬神的意志與能力言，他是天主的兒子。」。他明確反對幻影派的。依納爵指出：「天主藉著人身顯現於世，為要啟示出一種新的人類」。在基督以前，世界是掌握在魔鬼和陰間死亡的權柄之下，但因著基督的降世，絡我們人類帶來了一個永遠的生命 。
從若望（約翰）與依納爵（伊格那丟）的著述了解，得救就得著生命，也就是說，從有罪，有死的生命中，變為永遠快樂不死的生命，這種思想是來自於保祿（保羅）的教導。這種得救的概念，後來由敘利亞及小亞細亞學派介紹，在當時的希臘語教會 。

## 主要作品
依納爵（伊格那丟），在押解途中，寫了七封遺書，其中一封為個人信件，是給當時的士每拿主教坡旅甲外，其他六封是給教會的，有以弗所、馬內夏（Magnesia）、他拉勒、羅馬、非拉鐵非、與士每拿各教會，一直保留到現在，其中最有名的為：「請你們替我禱告天主，使我身體和靈魂有能力實踐我以前的志願，免致言不顧行。」又說：「我寫給各處教會的信，告訴他們，我甘心為天主死，但願你們不阻攔我。我勸你們總不要用惡意愛我；讓我變為野獸的食物。藉野獸的口，得到天主面前。我是天主的麥子，野獸的牙齒要磨我的身體，為要使我做成基督清潔的麵包。不但如此，我更要激動野獸，使野獸的腹可作我身體的墳墓；不要稍留一分，來勞別人埋葬。」

## 外部連結
- （英文）安提阿的聖依格那修於《天主教百科全書》